# Jan Beyzym
Jan Beyzym, né le 15 mai 1850 à Beyzymy Wielkie (Ukraine) et mort le 2 octobre 1912 à Marana, près de Fianarantsoa (Madagascar), est un prêtre jésuite polonais missionnaire à Madagascar et apôtre auprès des lépreux. Il est béatifié par Jean-Paul II le 18 aout 2002.

## Biographie
Né en Ukraine dans une famille aristocratique polonaise Beyzym fait ses études au lycée de Kiev avant d’entrer au noviciat de la Compagnie de Jésus à Stara Wies, en Pologne (11 décembre 1872). Il suit le cours ordinaire de la formation d’un jésuite, avec la philosophie (1876-1877) à Stara Wies, suivie d’une période d’enseignement au collège de Tarnopol, et de la théologie à Cracovie (1879-1881). Beyzym est ordonné prêtre le 26 juillet 1881, à Cracovie,.
En 1881, il retourne, comme prêtre, au collège de Tarnapol où il enseigne le russe et le français tout en étant préfet et s’occupant de l’infirmerie. Il y montre une grande sollicitude pour les jeunes malades. 
Beyzym est envoyé à Madagascar en décembre 1898 (à sa demande), alors une mission des jésuites français. Dans sa lettre de demande de 1897, envoyée au supérieur général, Luis Martin, il avait écrit : « Je sais très bien ce qu’est la lèpre, et ce que je peux craindre, mais cela ne m’effraie pas. Au contraire, cela m’attire »,,.
Arrivé à Madagascar Beyzym, est immédiatement envoyé à la léproserie d’Ambahivoraka où quelque 150 malades vivent dans un abandon quasi total. Beyzym a 48 ans et n’est pas habitué au climat chaud mais il se donne entièrement, avec ses forces, son cœur et son talent d’organisateur aux lépreux d’Ambahivoraka. Il décide de construire un véritable hôpital où les patients pourraient être soignés avec compétence, tout en étant humainement et religieusement accompagnés,. L’aide financière nécessaire vient essentiellement d’amis bienfaiteurs en Pologne avec lesquels il a garde de nombreux contacts. Ses nombreuses lettres en polonais forment une belle anthologie littéraire et spirituelle: 543 de ses lettres sont conservées. 
Installé en octobre 1902 à Marana, près de Fianarantsoa, Beyzym y restera au milieu de ses lépreux jusqu'à la fin de sa vie. La vie est loin d’y être facile. Beyzym admet qu’il ressent souvent de la répulsion. Il reconnaît s’être évanoui plusieurs fois. Le 18 avril 1901, il écrit au provincial de France : « Il est nécessaire d’être en union constante avec Dieu. Il faut s’habituer petit à petit à la puanteur. Nous ne respirons pas ici le parfum des fleurs mais la pourriture des corps ». 

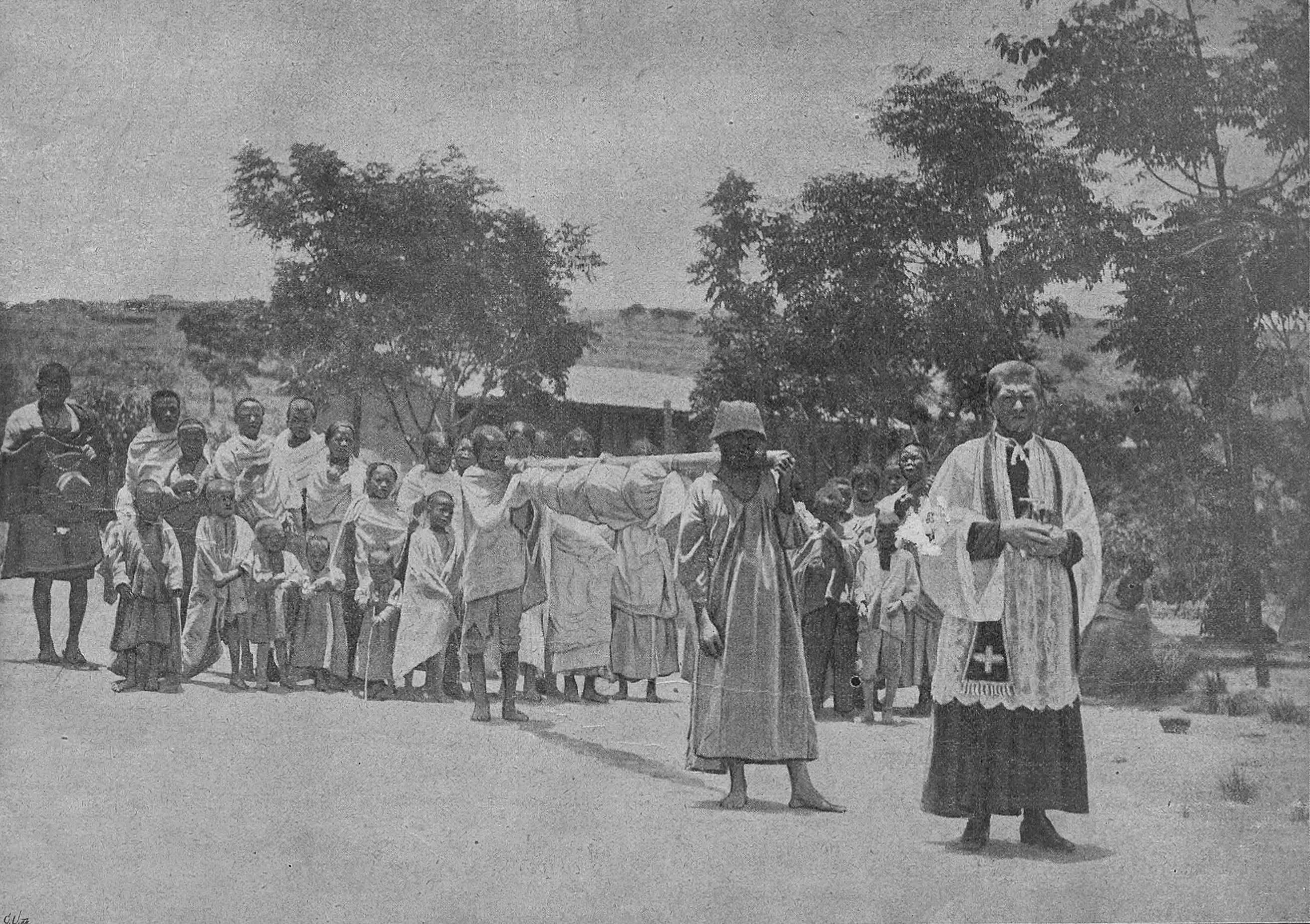
Jean Beyzym conduisant une procession funéraire en 1912.

Son hôpital moderne – grande innovation à l’époque – comprend, outre une chapelle et maison pour les pères, une pharmacie moderne, un dispensaire avec ses dépendances, et deux grands pavillons (un pour les hommes et l’autre pour les femmes). Le tout pouvait loger 140 patients. Pour servir les lépreux, il obtient l’aide des Sœurs de Saint-Joseph de Cluny. Il est inauguré le 16 août 1911 et consacré à la Vierge de Częstochowa.
Affaibli par le travail et une vie de privations dans un climat qui lui était pénible, Beyzym meurt à Marana le 2 octobre 1912, emportée par une fièvre causée par une infection contractée lors du traitement d'un lépreux,. 
Grâce à Beyzym et ses collaborateurs l’œuvre de miséricorde pour les lépreux de Madagascar a été édifié sur des fondements solides. L’hôpital hansénien de Marana existe toujours. Depuis 1964, de petite maisons sont construites près de l’hôpital pour y loger les familles des victimes de la maladie de Hansen.

## Notoriété et Culte
Jan Beyzym est béatifié par le pape Jean-Paul II le 18 août 2002. Sa mémoire litturgique est célébrée le 2 octobre.